# Jaffna
Jaffna (88 000 abitanti) è una città dello Sri Lanka situata nel settore settentrionale, sulla penisola omonima, allo sbocco della laguna di Jaffna nella baia di Palk. È capoluogo del distretto omonimo. Importante porto peschereccio e commerciale è anche un attivo mercato agricolo e forestale con piccole industrie di trasformazione.

## Storia
La città era conosciuta dal 204 a.C. ed era abitata dai Tamil tuttora presenti. Fu occupata nel XVII secolo dai Portoghesi che già dal 1544 vi avevano fondato delle missioni. Nel 1656 fu presa dagli Olandesi e poi, nel 1795, dagli Inglesi.
Dopo le ripercussioni di decenni di guerra civile (Tamil contro le truppe governative), la città ha subito anche i danni (meno gravi di quelli registrati sulle coste orientali dell'isola) provocati dal maremoto dell'Oceano Indiano nel dicembre 2004.
Photo